# Adolf Berle
Adolf Augustus Berle, född 27 januari 1895, död 17 februari 1971, var en amerikansk diplomat.
Berle var universitetslärare 1921-1925, därefter främst sysselsatt med olika finansiella utredningar för Franklin D. Roosevelts reformprogram. Därutöver specialiserade han sig på Sydamerika och fungerade vid flera tillfällen som delegat vid olika Panamerikanska konferenser. 1938-1945 var han biträdande utrikesminister och var från 1945 USA:s ambassadör i Brasilien.